# Arthur Frederick Jeffreys
 (avril 2020).
Pour les articles homonymes, voir Jeffreys.
Arthur Frederick Jeffreys (7 avril 1848 - 14 février 1906), de Burkham House dans le Hampshire, est un homme politique conservateur britannique. 

## Biographie
Il est le fils d' Arthur Jeffreys, membre du Conseil législatif de la Nouvelle-Galles du Sud, qui a émigré en Australie en 1839. Pendant sa jeunesse, il est un joueur de cricket avec le Hampshire et la Nouvelle-Galles du Sud ,. 
Il est diplômé de Christ Church, Oxford avec un BA. Il étudie le droit au Inner Temple et est admis au barreau en 1872. Il est juge de paix pour le Hampshire.  
Il est élu à la Chambre des communes pour Basingstoke en 1887, un siège qu'il occupe jusqu'à sa mort. Il est admis au Conseil privé le 11 août 1902. Il sert brièvement sous Arthur Balfour en tant que secrétaire parlementaire du Local Government Board de juin à décembre 1905. 
Il est décédé en février 1906, à l'âge de 57 ans. En 1877, il épouse Amy Fenwick, et leur fils George Jeffreys (1er baron Jeffreys, 1878-1960) devient un commandant militaire de premier plan et est élevé à la pairie en tant que baron Jeffreys en 1952.   